# Xerófito
Xerófito (do grego ξηρός (ksērós, “seco”), transliterado  xe rós, á, ón, + phyto- phytón vegetal, planta) em botânica é nome que se dá aos vegetais que desenvolvem estruturas especiais para sobreviver em meio semiárido e desértico , como o reforço das paredes celulares ( principalmente a parede tangencial externa) e da cutícula , com grande presença de tecidos mecânicos, e outras modificações  para resistir às secas, tais como: folhas  pequenas e compactadas, densidade maior de estômatos, mais parênquima paliçádico que esponjoso, algumas folhas podem ser suculentas com presença de parênquima aquífero para armazenamento de água, as folhas são coriáceas e espessas e com muitos tricomas. As plantas xerófitas têm sistema vascular muito bem desenvolvido e folhas com capacidade de se enrolar ou são cilíndricas, para evitar a perda de água os estômatos dessas plantas se fecham ao dia e abrem a noite.  
O habitat dessas plantas são ambientes secos com pouca água disponível.
Exemplos de plantas xerófitas:  Mandacaru, Cactos, suculentas, etc.
No Brasil os xerófitos são mais comuns na Caatinga, Cerrado e Pantanal.